# باغ‌وحش بغداد
باغ‌وحش بغداد باغ وحشی به مساحت ۲۰۰ جریب فرنگی (۸۱ هکتار) است که در سال ۱۹۷۱ شروع به فعالیت کرد و در ناحیه باغ الزرواء در کنار دریم پارک الزوراء (شهربازی) و برج الزوراء در شهر بغداد، عراق واقع شده‌است. قبل از تهاجم به عراق در سال ۲۰۰۳، باغ‌وحش دارای ۶۵۰ عدد از حیوانات گوناگون بود. بعد از اینکه این باغ‌وحش طی جنگ ۲۰۰۳ عراق، به علت اینکه از میان حیوانات باغ‌وحش تنها ۳۵ عدد نجات پیدا کردند، به‌طور تقریبی از بین رفت، باغ‌وحش در سال ۲۰۰۳ دوباره بازگشایی شد و اکنون دارای حدود ۱۰۷۰ عدد از حیوانات گوناگون است.

## تاریخچه
باغ‌وحش بغداد در سال ۱۹۷۱ در دروان حکومت احمد حسن البکر ساخته شد.
امکانات باغ‌وحش مناسب نبود، ضمن اینکه فضاهای کوچک نگهداری حیوانات حیوان آزاری تلقی می‌شد. بعد از جنگ اول خلیج فارس، باغ وحش‌های عراق به خاطر تحریم‌های عراق از سوی سازمان ملل متحد، محدود شدن غذاهای مخصوص حیوانات، داروها و واکسن‌ها دچار زیان‌های فراوانی شدند.
صدام حسین در سال ۲۰۰۲، باغ‌وحش را جهت تعمیرات و نوسازی تعطیل کرد.